# Cérès et Vesta
Cérès et Vesta (titre original : The Four Thousand, the Eight Hundred) est un roman court de science-fiction de Greg Egan paru en 2015 puis traduit en français et publié aux éditions Le Bélial' en 2017.

## Résumé
Cérès et Vesta, les deux plus gros astéroïdes de ceinture d'astéroïdes, ont été colonisés par les êtres humains. De nombreux échanges commerciaux ont lieu, avec notamment la glace que Cérès possède à profusion et la roche qui est l'élément principal de Vesta. Quand la société civile de Vesta décide de frapper d'ostracisme les descendants d'une des premières familles à avoir colonisé l'astéroïde, cela va mettre en péril ces échanges mais également provoquer des problèmes inattendus.